# Kleinbahn Bremen–Tarmstedt
| |                                 |                                                 |                                                 |
| Kursbuchstrecke (DB): | ex 217e                         |                                                 |                                                 |
| Kursbuchstrecke: | 193a (1934) 217e (1946)         |                                                 |                                                 |
| Streckenlänge: | 27,0 km                         |                                                 |                                                 |
| Spurweite: | 1000 mm (Meterspur)             |                                                 |                                                 |
| Streckengeschwindigkeit: | 30 km/h, für Triebwagen 40 km/h |                                                 |                                                 |
| |                                 |                                                 |                                                 |
| \| \| 0,0 \| Bremen Parkbahnhof heute Stadthalle \| Bremen Parkbahnhof heute Stadthalle \| \| \| \| Straßenbahn ab 1927 \| \| \| \| 1,2 \| Findorff (Bremen), Hemmstraße \| Findorff (Bremen), Hemmstraße \| \| \| \| Bahnstrecke Bremen–Hamburg \| \| \| \| 2,5 \| Utbremen (Güter-)Übergabebahnhof zur Staatsbahn \| Utbremen (Güter-)Übergabebahnhof zur Staatsbahn \| \| \| 4,5 \| Munte seit 1938 \| Munte seit 1938 \| \| \| 5,5 \| Bremen-Horn bis 1927 \| Bremen-Horn bis 1927 \| \| \| 6,0 \| Bremen-Horn ab 1927 \| Bremen-Horn ab 1927 \| \| \| 8,3 \| Lehesterdeich \| Lehesterdeich \| \| \| 9,6 \| Borgfeld \| Borgfeld \| \| \| 10,0 \| Wümme, Jan-Reiners-Brücke \| Wümme, Jan-Reiners-Brücke \| \| \| 11,1 \| Lilienthal \| Lilienthal \| \| \| 12,3 \| Moorhausen ab 1927 \| Moorhausen ab 1927 \| \| \| 13,5 \| Falkenberg \| Falkenberg \| \| \| 14,7 \| Trupermoor \| Trupermoor \| \| \| 16,2 \| Worphausen \| Worphausen \| \| \| 18,1 \| Landhandelsfirma Gieschen \| Landhandelsfirma Gieschen \| \| \| 18,3 \| Wörpedorf-Grasberg \| Wörpedorf-Grasberg \| \| \| 20,9 \| Eickedorf \| Eickedorf \| \| \| 22,0 \| Tüschendorf \| Tüschendorf \| \| \| 26,7 \| Tarmstedt \| Tarmstedt \| \| \| \| Erweiterung 1934 \| \| \| \| 27,0 \| Tarmstedt Ost (1934–1956 Anschluss WZTE) \| Tarmstedt Ost (1934–1956 Anschluss WZTE) \| |                                 |                                                 |                                                 |
| Kopfbahnhof Streckenanfang (Strecke außer Betrieb) | 0,0                             | Bremen Parkbahnhof heute Stadthalle             | Bremen Parkbahnhof heute Stadthalle             |
| Kreuzung (Strecken außer Betrieb) |                                 | Straßenbahn ab 1927                             | Straßenbahn ab 1927                             |
| Bahnhof (Strecke außer Betrieb) | 1,2                             | Findorff (Bremen), Hemmstraße                   | Findorff (Bremen), Hemmstraße                   |
| Kreuzung geradeaus unten (Strecke geradeaus außer Betrieb) |                                 | Bahnstrecke Bremen–Hamburg                      | Bahnstrecke Bremen–Hamburg                      |
| Dienststation / Betriebs- oder Güterbahnhof (Strecke außer Betrieb) | 2,5                             | Utbremen (Güter-)Übergabebahnhof zur Staatsbahn | Utbremen (Güter-)Übergabebahnhof zur Staatsbahn |
| Dienststation / Betriebs- oder Güterbahnhof (Strecke außer Betrieb) | 4,5                             | Munte seit 1938                                 | Munte seit 1938                                 |
| Haltepunkt / Haltestelle (Strecke außer Betrieb) | 5,5                             | Bremen-Horn bis 1927                            | Bremen-Horn bis 1927                            |
| Haltepunkt / Haltestelle (Strecke außer Betrieb) | 6,0                             | Bremen-Horn ab 1927                             | Bremen-Horn ab 1927                             |
| Bahnhof (Strecke außer Betrieb) | 8,3                             | Lehesterdeich                                   | Lehesterdeich                                   |
| Haltepunkt / Haltestelle (Strecke außer Betrieb) | 9,6                             | Borgfeld                                        | Borgfeld                                        |
| Brücke über Wasserlauf (Strecke außer Betrieb) | 10,0                            | Wümme, Jan-Reiners-Brücke                       | Wümme, Jan-Reiners-Brücke                       |
| Bahnhof (Strecke außer Betrieb) | 11,1                            | Lilienthal                                      | Lilienthal                                      |
| Haltepunkt / Haltestelle (Strecke außer Betrieb) | 12,3                            | Moorhausen ab 1927                              | Moorhausen ab 1927                              |
| Bahnhof (Strecke außer Betrieb) | 13,5                            | Falkenberg                                      | Falkenberg                                      |
| Haltepunkt / Haltestelle (Strecke außer Betrieb) | 14,7                            | Trupermoor                                      | Trupermoor                                      |
| Haltepunkt / Haltestelle (Strecke außer Betrieb) | 16,2                            | Worphausen                                      | Worphausen                                      |
| Abzweig geradeaus und nach rechts (Strecke außer Betrieb) | 18,1                            | Landhandelsfirma Gieschen                       | Landhandelsfirma Gieschen                       |
| Bahnhof (Strecke außer Betrieb) | 18,3                            | Wörpedorf-Grasberg                              | Wörpedorf-Grasberg                              |
| Bahnhof (Strecke außer Betrieb) | 20,9                            | Eickedorf                                       | Eickedorf                                       |
| Haltepunkt / Haltestelle (Strecke außer Betrieb) | 22,0                            | Tüschendorf                                     | Tüschendorf                                     |
| Bahnhof (Strecke außer Betrieb) | 26,7                            | Tarmstedt                                       | Tarmstedt                                       |
| Strecke (außer Betrieb) |                                 | Erweiterung 1934                                | Erweiterung 1934                                |
| Haltepunkt / Haltestelle Streckenende (Strecke außer Betrieb) | 27,0                            | Tarmstedt Ost (1934–1956 Anschluss WZTE)        | Tarmstedt Ost (1934–1956 Anschluss WZTE)        |

Die Kleinbahn Bremen–Tarmstedt (die sich selbst Br.–T. abkürzte), volkstümlich „Jan Reiners“ genannt, war eine schmalspurige Eisenbahnstrecke zur Erschließung der Moorgebiete nördlich von Bremen. Sie war von 1900 bis 1956 in Betrieb.

## Situation vor dem Bahnbau
Die Moorgebiete nördlich von Bremen sind von Natur aus ein verkehrsfeindliches Gebiet, das erst im 18. Jahrhundert durch die Tätigkeit des Moorkolonisators Jürgen Christian Findorff erschlossen wurde. Haupterwerbszweig war hier vor allem in der zweiten Hälfte des 19. Jahrhunderts der Torfabbau. Das Brennmaterial wurde größtenteils mit kleinen Kähnen über das weitverzweigte Kanalnetz nach Bremen gebracht. Auch die Versorgung der Moorbewohner mit Baustoffen und Dünger erfolgte auf diesem Wege. Für den Weg nach Bremen und zurück benötigte ein Torfbauer zwei bis drei Tage. 1892 fuhren allein auf der Wörpe durch Lilienthal 34.000 Torfschiffe.
Bis in die 1890er Jahre gab es nur am Rande des Elbe-Weser-Dreiecks Eisenbahnlinien. Auch Straßenverbindungen waren, insbesondere im Moor, noch sehr mangelhaft.

## Planung

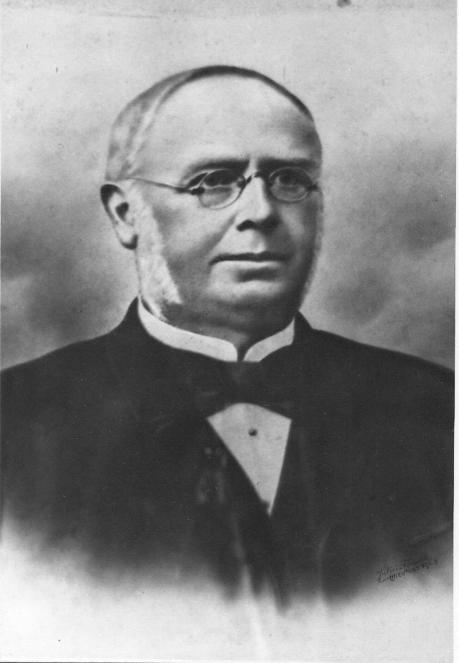
Johann Reiners im Alter von 80 Jahren

Im Oktober 1891 wurde vom landwirtschaftlichen Verein Lilienthal unter seinem Vorsitzenden Johann Reiners erstmals der Bau einer Bahn durch die Moorgebiete angeregt. Geplant war zunächst eine normalspurige Sekundärbahn von Horn über Lilienthal, Zeven und Harsefeld bis an die Unterelbe. Das Kriegsministerium in Berlin verlangte allerdings für eine Konzessionierung die Ausführung als Vollbahn, um auch Militärzüge über die Bahn leiten zu können. Die höheren Baukosten hierfür konnten jedoch nicht aufgebracht werden, so dass man die Strecke zu einer schmalspurigen Kleinbahn mit 1.000 mm Spurweite umplante.
Ein weiterer wichtiger Grund für den Entschluss, die Strecke auf 1000 mm Spurweite zu konzipieren, waren die unbefristeten Ladezeiten der Güter, die im Moor durch die fehlenden Straßen an den einzelnen Stationen umgeschlagen werden mussten (z. B. Torf, Holz, aber auch Luxusgüter). (Zum Vergleich: Die Staatsbahn berechnete ihre Kosten nach dem umgeschlagenen Gewicht und nach der Zeit für den Warenumschlag, während man sich für den Umschlag bei der Privatbahngesellschaft unbegrenzt Zeit lassen konnte. Die Beladung eines Güterwaggons mit Torf konnte bis zu acht Tage dauern. Die Torfbauern besaßen nur einfache Pferdegespanne mit begrenzten Kapazitäten für den Warenumschlag. Eine Waggonladung Torf kostete bei Jan Reiners 6,– Mark für den Transport nach Bremen, und der Transporteur erhielt einen Freifahrtschein (Bremen Parkbahnhof und zurück) von der Bahngesellschaft. Der Nachteil war, dass die Güterwagen immer durch die Transporteure selbst be- und entladen werden mussten. Die Staatsbahn verlangte ein Vielfaches an Frachtprämie für die Bereitstellung der jeweiligen Güterwagen. Dies führte regelmäßig zu Überladung der Güterwaggons und zu immer wiederkehrenden Transportproblemen im Privatbahnverkehr bis hin zu Achsbrüchen der Güterwaggons und Umschlagproblemen im Verladebahnhof Utbremen, sowie unvermeidlichen Verspätungen im Güter- und Personenverkehr bis zur Einstellung im Jahre 1954.)
Die Planung wurde schließlich auf den Abschnitt Bremen – Tarmstedt verkürzt. Nicht nur finanzielle Gründe waren für die Streckenführung maßgebend, sondern auch Streitigkeiten der einzelnen Gemeinden untereinander. In der verkürzten Streckenführung sollte die Strecke in der ursprünglichen Fassung nach Wilstedt trassiert werden. Der Wilstedter Gemeinderat lehnte mit der Begründung ab, man befürchte eine zu hohe Anzahl von fremden Besuchern beim sonntäglichen Kirchgang in der eigenen Kirche. Als man sich letztlich für den Bau der Strecke nach Wilstedt entschied, war der Entschluss über die Trassenführung bereits in Bremen für den Endpunkt Tarmstedt gefallen.

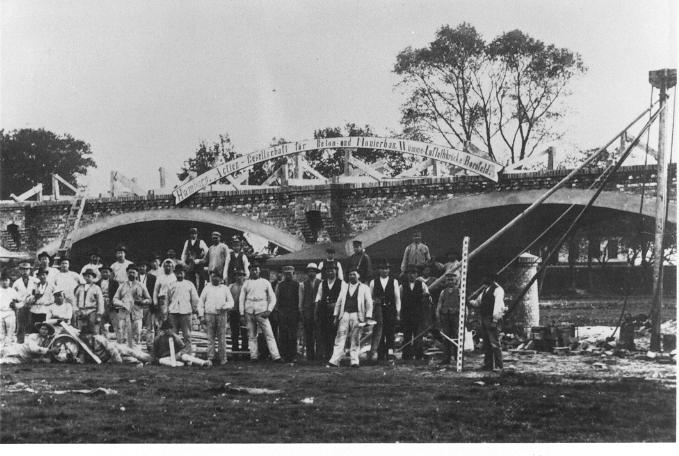
Bau der Wümmebrücken bei Borgfeld

Eine zunächst geplante Einführung in die Bahnstrecke Bremen–Hamburg der Staatsbahn in Horn war als Schmalspurbahn nicht möglich, so dass eine eigene Einführung der Kleinbahn in die Bremer Innenstadt gebaut werden musste. Hierfür nutzte die Bahn auf dem Weg durch den Stadtteil Findorff die bis 1891 von der Bahnstrecke Wanne-Eickel–Hamburg genutzte Trasse. Der Endbahnhof wurde an der Stelle errichtet, wo diese Bahn auch ihren provisorischen Bahnhof hatte, nämlich der Stelle der heutigen Stadthalle auf der Bürgerweide, direkt vor dem Bürgerpark. Daher stammt auch die Bezeichnung Bremen Parkbahnhof für die Endstation.
Die Kleinbahn wurde von der eigens hierfür gegründeten AG für Bahn-Bau und -Betrieb in Frankfurt am Main gebaut, die auch die Betriebsführung übernahm. Ab 1929 firmierte sie unter Deutsche Eisenbahn-Gesellschaft. Mit der Bremen-Thedinghauser Eisenbahn gab es eine gemeinsame örtliche Betriebsleitung. Eigentümerin war die Bremisch-Hannoversche Kleinbahn AG (BHK), ebenfalls Frankfurt am Main. Die Stammstrecke von Bremen Parkbahnhof nach Tarmstedt ging am 4. Oktober 1900 in Betrieb. Laut Urkunde der königlichen Regierung zu Stade vom 21. Juni 1898 wurde für den preußischen Teil eine Genehmigung für die Dauer von 99 Jahren erteilt. Der Bremer Senat erteilte am 22. Juli 1898 die Genehmigung für den bremischen Teil der Strecke.
Die Lokomotive des Eröffnungszuges trug den Namen des Ideengebers der Bahnlinie, des in Lilienthal ansässigen Ökonomierates Johann Reiners (1825–1908), welcher sich sehr stark für den Bau dieser Bahn eingesetzt hatte. Die Bahn wurde anschließend umgangssprachlich als „Jan Reiners“ bezeichnet.

## Betrieb

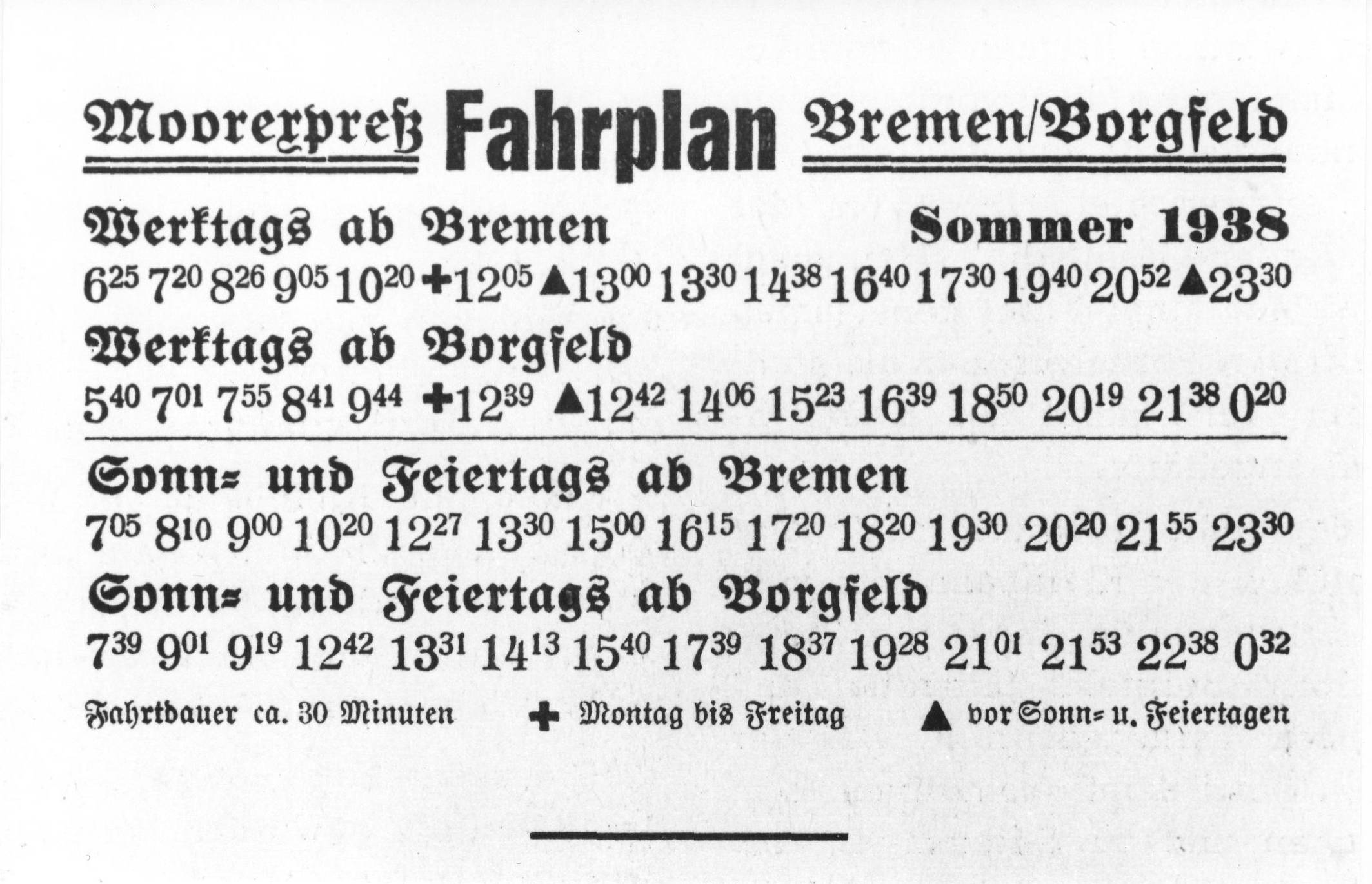
Fahrplan 1938

Zug am Bahnhof Lilienthal um 1905

Der Betrieb wurde zunächst mit vier Lokomotiven der Hannoversche Maschinenbau AG Hanomag, acht Personen-, zwei Post- und Gepäck-, sowie 50 Güterwagen aufgenommen. Die Höchstgeschwindigkeit betrug 30 km/h. Zunächst wurden drei Zugpaare werktäglich angeboten, an Sonntagen wurden noch zwei zusätzliche Zugpaare für den Ausflugsverkehr eingelegt. Der Preis für die einfache Fahrt über die gesamte Strecke betrug 1,10 Mark. Anfangs wurden gemischte Güter- und Personenzüge angeboten. Da sich diese Betriebsform als verspätungsanfällig erwies, wurden nach dem Ersten Weltkrieg Güter- und Personenverkehr vollständig getrennt.
Der Ausflugsverkehr war beachtlich, bereits am ersten Sonntag nach der Betriebseröffnung zählte man 4000 Fahrgäste. Auch sonst entwickelte sich der Personenverkehr zufriedenstellend. 1903 fuhren 310.325 Personen mit der Bahn, 1913 waren es bereits fast 500.000 Menschen und 1921 sogar 529.000. 1911 erwog die Kleinbahn, die Strecke zu elektrifizieren, eine Realisierung wurde aber durch den Ausbruch des Ersten Weltkrieges verhindert.

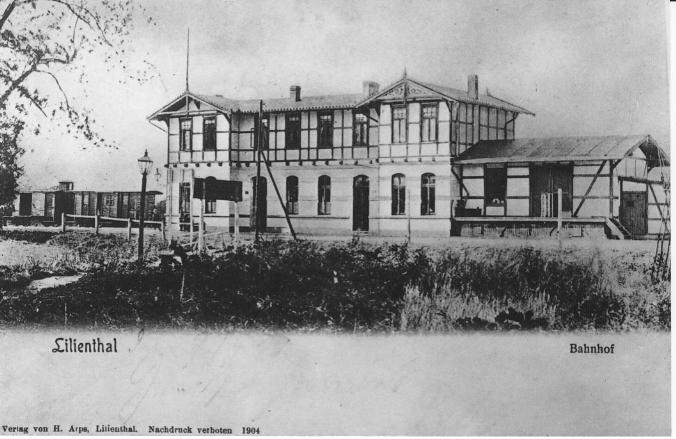
Bahnhof Lilienthal 1904

Im Güterverkehr blieben die Leistungen jedoch immer hinter den Erwartungen zurück. Dies lag vor allem daran, dass im Übergabebahnhof Utbremen alle Güter auf die Wagen der Staatsbahn umgeladen werden mussten. Rollbockverkehr hat es auf der Kleinbahn wegen der geringen Tragfähigkeit der Gleisanlagen nie gegeben. Bis zum Ersten Weltkrieg stieg die Güterbeförderung kontinuierlich an (auf 45.000 t im Jahr 1913), nach dem Einbruch durch den Ersten Weltkrieg dann erneut bis Ende der 20er Jahre, als die Weltwirtschaftskrise einsetzte. Danach blieb der Gütertransport dauerhaft unter 20.000 t jährlich, ausgenommen 1938 und 1939 durch den Autobahnbau (22.000 t).
Im Jahr 1917 wurde Tarmstedt auch durch die Wilstedt-Zeven-Tostedter Eisenbahn (WZTE) erschlossen. Der Bahnhof der WZTE lag östlich des „Jan-Reiners“-Endbahnhofs. Umsteigern wurde ein 400 m langer Fußweg zugemutet. Erst 1934 wurde die Kleinbahn Bremen–Tarmstedt auf vielfachen Wunsch der Fahrgäste um dieses Stück zum neuen Endbahnhof Tarmstedt Ost verlängert. Dieses Verlängerungsstück wurde im Allgemeinen von den mit Lok geführten Zügen der Bahn nicht befahren, sondern nur von den vier Triebwagen, die ab 1934 auf der Kleinbahn eingesetzt wurden, da hier keine Umsetzmöglichkeit bestand.
Diese Triebwagen gaben die Möglichkeit, den Fahrplan deutlich zu verbessern. So konnte die Fahrzeit, auch wegen der höheren maximalen Geschwindigkeit von 40 km/h, um insgesamt 25 Minuten reduziert und der Fahrplan verdichtet werden. Lediglich die stark besetzten Morgen- und Abendzüge des Berufsverkehrs wurden noch als Dampfzüge gefahren.
Die Kleinbahn war anfänglich durchaus profitabel, 1918 konnte eine Dividende von immerhin 6 % ausgeschüttet werden. Erste Probleme entstanden, als durch die Inflationsjahre die Rücklagen vernichtet wurden und notwendige Erneuerungen nur noch aus den laufenden Einnahmen finanziert werden konnten. Bereits Ende der 1920er Jahre wurde die Konkurrenz durch den Kraftverkehr merklich: Die Bremer Vorortbahn erwarb 1926 die Buskonzession für die Strecke Horn–Falkenberg und lieferte sich in der Folge einen Preiskampf mit der Kleinbahn.

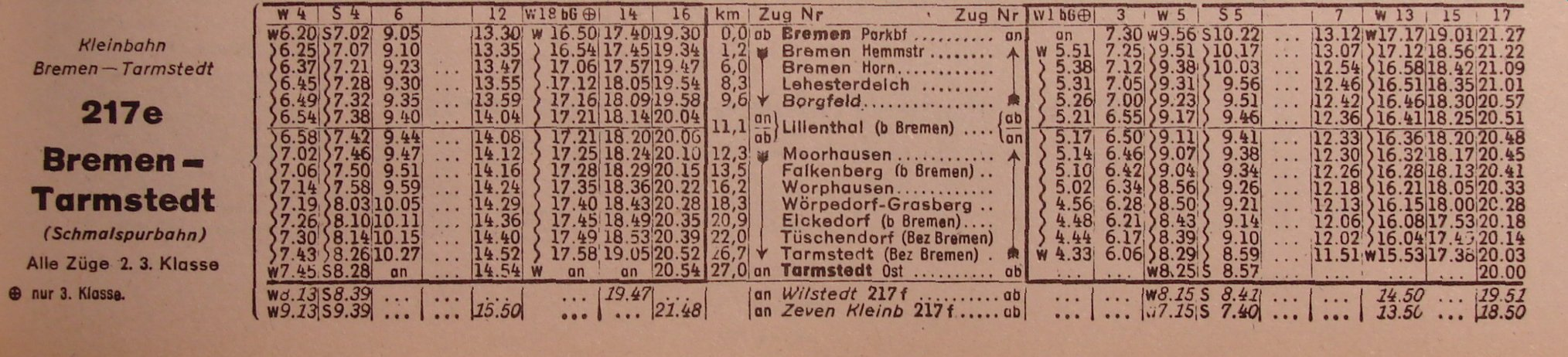
Fahrplan 1944

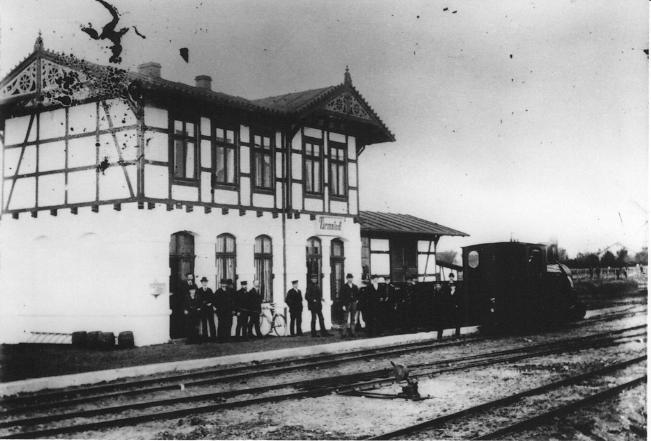
Bahnhof Tarmstedt

Im Zweiten Weltkrieg wurde die Strecke durch Fliegerangriffe beschädigt, und kurz vor Kriegsende war die Wümmebrücke teilweise gesprengt worden. Bis zum September 1945 bestand zu beiden Seiten der Brücke ein Pendelverkehr, dann konnte der durchgehende Betrieb wieder aufgenommen werden. Außerdem war der Triebwagenschuppen im Bahnhof Bremen Hemmstraße zerstört worden, wodurch alle vier Triebwagenanhänger verloren gingen.
Mit dem verstärkten Aufkommen des Automobilverkehrs und paralleler ÖPNV-Linien gingen die Einnahmen zurück. Dadurch kam die Kleinbahn in eine finanziell schwierige Lage. Zudem hätte der vergleichsweise leichte Oberbau der Strecke saniert werden und der veraltete Lok- und Wagenpark ersetzt werden müssen. Die Bahnverwaltung verfügte noch immer über eine überaus dünne Eigenkapitaldecke. Die Niedersächsische und Bremer Landesregierung hatten ihre Subventionen für den Bahnbetrieb im Kalenderjahr 1954 komplett gestrichen. Zwangsläufig konnten die notwendigen Investitionen durch die Bahnverwaltung nicht vorgenommen werden. Durch den Rückgang des Güterverkehrs durch Fehler beim Umladen der Fracht im Verladebahnhof Utbremen kam es häufig zu Verspätungen, die die Bundesbahn für die Bereitstellung ihrer Güterwaggons nachträglich in Rechnung stellte. Symptomatisch waren Verspätungen durch ständig überladene Güterwagen, einige Achsbrüche waren die Folge. Die Fahrgastzahlen im Personenzugverkehr blieben relativ konstant und wiesen für das Jahr 1950 eine Rekordzahl von 776.000 Passagieren für den Kleinbahnbereich auf. Im Vergleich befördert der Moorexpress im Jahr 2007 über 20.000 Personen auf der Strecke Bremen Hbf – Worpswede – Bremervörde – Stade. Hier wird über eine Wiederaufnahme der regelmäßigen Personenverkehrs, auch an Werktagen, nachgedacht.
Die Kleinbahn „Jan Reiners“ war in der Lage, an einem Wochenende über 10.000 Fahrgäste zu transportieren. Möglich war dies durch das Improvisationstalent der Bahnbediensteten. Es wurden Ausflugszüge von bis zu 20 Wagen zusammengestellt, die von zwei Dampfloks gezogen und einer Dampflok geschoben wurden. Problematisch war dabei die Steigung „Utbremen“ im Bereich des Bremer Bürgerparks/Stadtwaldes bis zur Höhe der Staatsbahn und die Steigung im Bereich der „Horner Rampe“ Anfahrt über die Brücke der Reichsautobahn.
Legendär waren Fahrten aus dem Bremer Umland zum Bremer Freimarkt bis Bremen Parkbahnhof, der direkt an das Festgelände angrenzte. Die Bremer Gastwirte bestellten die Züge telefonisch kurzfristig bis eine Stunde vor Abfahrt der gewünschten Züge, entweder beim Bahnpersonal am Bahnhof Bremen Hemmstraße oder bei der Bahnbetriebsleitung Bremen Parkbahnhof. Es wurden ganz pragmatisch Züge bereitgestellt, solange der Bedarf der Personenbeförderung bestand; notfalls bis in die frühen Morgenstunden. Die Liebe der Bremer  zu ihrer Kleinbahn „Jan Reiners“ ging so weit, dass die provisorisch für den Personenausflugsverkehr durch das Bahnpersonal umgebauten Güterwaggons durch die Bürger selbst in den Bremer Landesfarben rot/weiß umlackiert wurden. Diese Wagen waren bis zur Einstellung des Schienenverkehrs im Einsatz und wurden auch von der Landbevölkerung als „Bremer Waggons“ oder als „Bremer Wagen“ bezeichnet. Auch das Brennmaterial, wie Holz oder Kohle, welches im Winter zum Beheizen der Öfen in den Waggons notwendig war, wurde von den Fahrgästen selbst mitgebracht und die Befeuerung der Öfen wurde von den Passagieren eigenhändig vorgenommen. Das Inventar der Waggons (Kostenpunkt einer Ersatzscheibe: 3,– RM) ging bei diesen Fahrten gelegentlich beim Kampf um die besten Plätze zu Bruch.
Die Kleinbahn „Jan Reiners“ wurde intensiv von der Bevölkerung zu Hamsterfahrten in die Moorgebiete in und zwischen den beiden Weltkriegen genutzt. Die Gendarmerie ist regelmäßig gegen die Fahrgäste, im Regelfall Bremer Frauen, ohne nennenswerten Erfolg eingeschritten. Ein Polizist wurde von den Frauen nachweislich beim Kontrollgang aus dem Zug geworfen. Das Bahnpersonal hat aktiv die Schmuggelaktionen der Bremer Bevölkerung unterstützt und einige unerkannte Hohlräume in den Waggons bereitgestellt. Auch Pfeifentabak sollen die Radkränze der Lok zu feinstem Tabak zerrieben haben.
Nach Protesten einiger Fahrgäste und einem eindringlichen Appell durch den Bahnvorstand an die Bremer Landesregierung, die 20 arbeitslosen Bediensteten der „Bremisch-Hannoverschen Kleinbahn“ in den Bremer Staatsdienst zu übernehmen, wurde die Bahn eingestellt, und zwar zunächst auf dem Abschnitt Bremen–Falkenberg. Eine Straßenverbindung von Falkenberg nach Tarmstedt gab es 1954 immer noch nicht. Allgemeine schlechte Straßenverbindungen in die Moorgebiete waren die Regel. Einige Ortschaften waren nicht an das Straßennetz angeschlossen. Der Abschied vom Bahnbetrieb fand am 22. Mai 1954 mit großem Pomp, einem Blasorchester und unter großer Anteilnahme der Bremer Bevölkerung statt. Selbst das Originalschild „Jan Reiners“ wurde wieder anlässlich der letzten Fahrt an der Lok Nr. 1 befestigt. Die Zuschauer sangen bei der Ausfahrt des letzten Zuges aus Bremen Parkbahnhof die Titel: „Muss i' denn zum Städtele“ und „Auf Wiedersehn“. Die Bremer Straßenbahn AG verlängerte vorab ihre Buslinie bis Falkenberg. Auf dem letzten Teilstück Falkenberg – Tarmstedt Ost wurde der Betrieb mit finanzieller Unterstützung des Landes Niedersachsen noch bis zum 29. Januar 1956 mit den Triebwagen aufrechterhalten, da zunächst die parallele Straße für den Omnibusverkehr ausgebaut werden musste. Bis November 1956 wurde die Strecke vollständig abgebaut. Bis zum Umbau des Bremer Hauptbahnhofs Mitte der 1990er Jahre hing ein überdimensionales Poster vom Triebwagen von „Jan Reiners – der fliegende Borgfelder“ von der Durchfahrt vom Kleinbahntunnel „Utbremen“ durch die Staatsbahn im Bahnhofscafé des Bremer Hauptbahnhofes; dies soll allerdings eine Fotomontage gewesen sein.

## Trasse

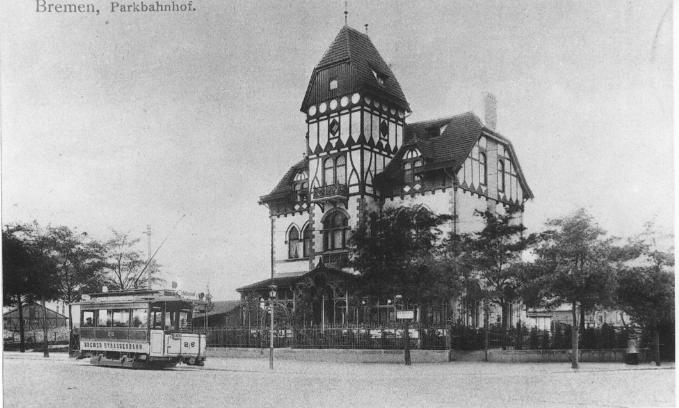
Bremen Parkbahnhof

Der Bremer Endbahnhof, amtlich als Bremen Parkbahnhof bezeichnet, befand sich an der Stelle der heutigen Stadthalle. Er diente ausschließlich dem Personen- und Postverkehr und war mit der Straßenbahn aus der Bremer Innenstadt zu erreichen. Im Obergeschoss des Fachwerk-Empfangsgebäudes mit seinem markanten Türmchen wohnte der Betriebsleiter. Bereits 1916 wurde das Gebäude wegen Baufälligkeit zum Teil verkleidet, zudem musste der Turm entfernt werden. 1960 wurde es abgerissen. Als Gleisanlage war lediglich ein Umfahrgleis vorhanden.
Von dort führte die Strecke entlang der heutigen Hollerallee und Eickedorfer Straße in Richtung Findorff. Nach Überqueren der Hemmstraße lief der Zug in den Bahnhof Bremen Hemmstraße ein, den Betriebsmittelpunkt der kleinen Bahn. An dessen Stelle befindet sich heute das Lokomotivdenkmal. Im Empfangsgebäude war die Bahnverwaltung untergebracht. Es gab hier mehrere Abstellgleise, einen Wagenschuppen, der später die Triebwagen aufnahm, eine Werkstatt, Wasserstation und Kohlenbansen.

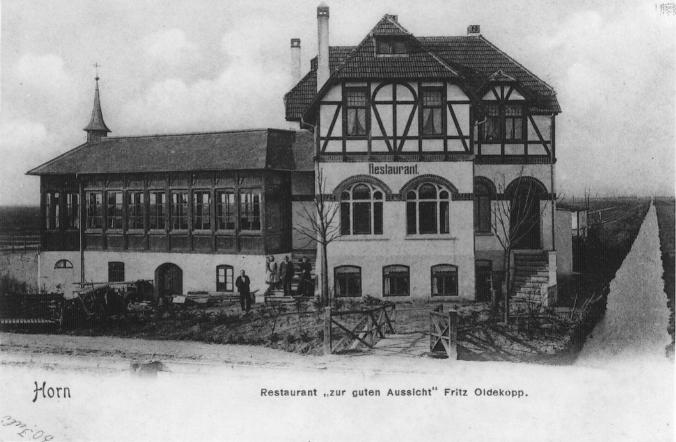
Haltepunkt Bremen-Horn

Anschließend schwenkte die Strecke in einem Bogen parallel zur Trasse der Hamburger Bahn ein, die in einer Unterführung unterquert wurde. Im Stadtplan ist dieser Bogen im Verlauf der Fürther und Innsbrucker Straße deutlich zu erkennen. Hier befand sich auch der (Güter-)Übergabebahnhof zur Staatsbahn.
Die Kleinbahntrasse begleitet die Hamburger Bahn auf deren nördlicher Seite durch den Bürgerpark, um dann in Höhe des Bahnübergangs Achterstraße einen Bogen von neunzig Grad nach Norden zu vollführen. Dort befand sich bis 1927 der Haltepunkt Bremen-Horn. Dieser wurde dann auf Wunsch der Anwohner zur Vorstraße verlegt.
Deutlich zu sehen ist die Trasse im Bereich des Horner Freibads, wo sie die 1936 erbaute Autobahn A 27 auf langen Rampen und einer Brücke überquert und dann im Blockland weitgehend gradlinig verläuft. Anschließend wurde die Station Lehesterdeich passiert, die zunächst als Haltepunkt angelegt wurde und ab 1912 auch dem Güterverkehr diente. Im Rahmen des Autobahnbaus und des damit zusammenhängenden Mehrverkehrs erfolgte ab 1927 nochmals eine Erweiterung. Die Bahn strebte nun den Wümmebrücken bei Borgfeld zu. Die zwei Brücken überspannen das Überschwemmungsgebiet der Wümme. Auf dem bremenseitigen Wümmedeich ist noch ein Gebäude der Haltestelle Borgfeld erhalten.
In Lilienthal jenseits des Flusses steht noch das aufwändige Bahnhofsgebäude des Bahnhofs Lilienthal, in dem jetzt ein Kindergarten untergebracht ist. Hier wurde der Wasservorrat der Lokomotiven ergänzt. Weitere Stationen auf dem Weg nach Tarmstedt waren Falkenberg, Worphausen, Wörpedorf-Grasberg, Eickedorf und Tüschendorf. In Wörpedorf-Grasberg und Falkenberg gab es zwar Anlagen für den Güterverkehr, aber keine Empfangsgebäude. Gastwirtschaften versahen auf den ländlichen Stationen vor Tarmstedt den Fahrkartenverkauf. In Tarmstedt wiederum befand sich ein repräsentatives Empfangsgebäude. 1934 wurde dann die Verlängerung zum Umsteigebahnhof Tarmstedt Ost der Wilstedt-Zeven-Tostedter Eisenbahn fertiggestellt.
Die maximale Länge des Netzes betrug 26,94 km (Stand 1935). Für die Strecke Bremen–Tarmstedt benötigte ein Zug fahrplanmäßig 70 Minuten.

## Fahrzeugpark
Die Spurweite betrug 1000 mm.

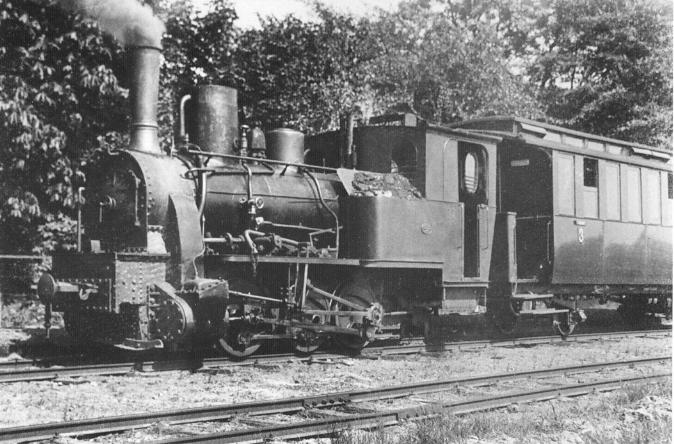
Zug um 1905

Zugelassen waren Züge mit bis zu 60 Achsen. Der Schwerpunkt der Kleinbahn lag beim Personenverkehr.
Der Betrieb wurde zunächst ausschließlich mit Dampfloks abgewickelt. Dafür wurden 1899 bei Hanomag zwei dreiachsige (Nr. 1 und 2) und zwei zweiachsige (Nr. 3 und 4) Nassdampflokomotiven beschafft. 1908 wurde eine baugleiche dreiachsige Lokomotive nachbeschafft (Nr. 5), 1929 ebenfalls eine dreiachsige Lok bei Maffei, als Ersatz für die Nr. 3, (Nr. 3II). Die letzte betriebsfähige Dampflok auf der Bahn war die VKG Nr. 11 (Jung, 1911), eine vierfach gekuppelte Lok mit Nachlaufachse, Bauart D1’n2t.
In den Jahren 1934 bis 1950 bekam die Kleinbahn vier dieselmechanische Triebwagen des Typ Frankfurt beziehungsweise dessen direkten Vorgänger der Waggonfabrik Wismar. Beim 1934 gelieferten T 1 handelte sich um die kurze Ausführung dieses Typs, die einen Frontmotor und auf dessen abgewandten Seite eine dreigeteilte Frontscheibe hatte. 1935 folgte ein weiteres Exemplar, der T 2, ebenfalls in kurzer Ausführung, aber mit Unterflurmotor und beidseitig zweigeteilter Frontscheibe. 1937 wurde der T 3 abgeliefert, eine lange Ausführung mit Unterflurmotor entsprechend der Variante B. Schließlich fuhr auf dieser Bahn noch ein weiterer Triebwagen der langen Ausführung mit Unterflurmotor entsprechend der Variante A, der ursprünglich für die Kleinbahn Bremen–Tarmstedt als T 4 vorgesehen war, aber vom Betreiber der beiden Kleinbahnen, der Vereinigte Kleinbahnen, zunächst bei den Euskirchener Kreisbahnen als T 1 eingesetzt wurde und erst im August 1950 nach Bremen kam, wo er als T 4 in Betrieb war. Nach der Einstellung der Kleinbahn Bremen–Tarmstedt 1956 kamen der kurze Triebwagen T 1 und der lange Triebwagen T 3 zu der von der Württembergischen Nebenbahnen betriebenen Härtsfeldbahn. Der kurze Triebwagen T 2 und der lange Triebwagen T 4 kamen zu der von der Württembergischen Eisenbahn-Gesellschaft betriebenen Bahnstrecke Amstetten–Laichingen.
Für lokbespannte Züge hatte die Bahn zehn zweiachsige und zehn vierachsige Personenwagen im Bestand. Diese wurden in Spitzenzeiten durch 19 gedeckte Güterwagen als provisorische Personenwagen ergänzt.

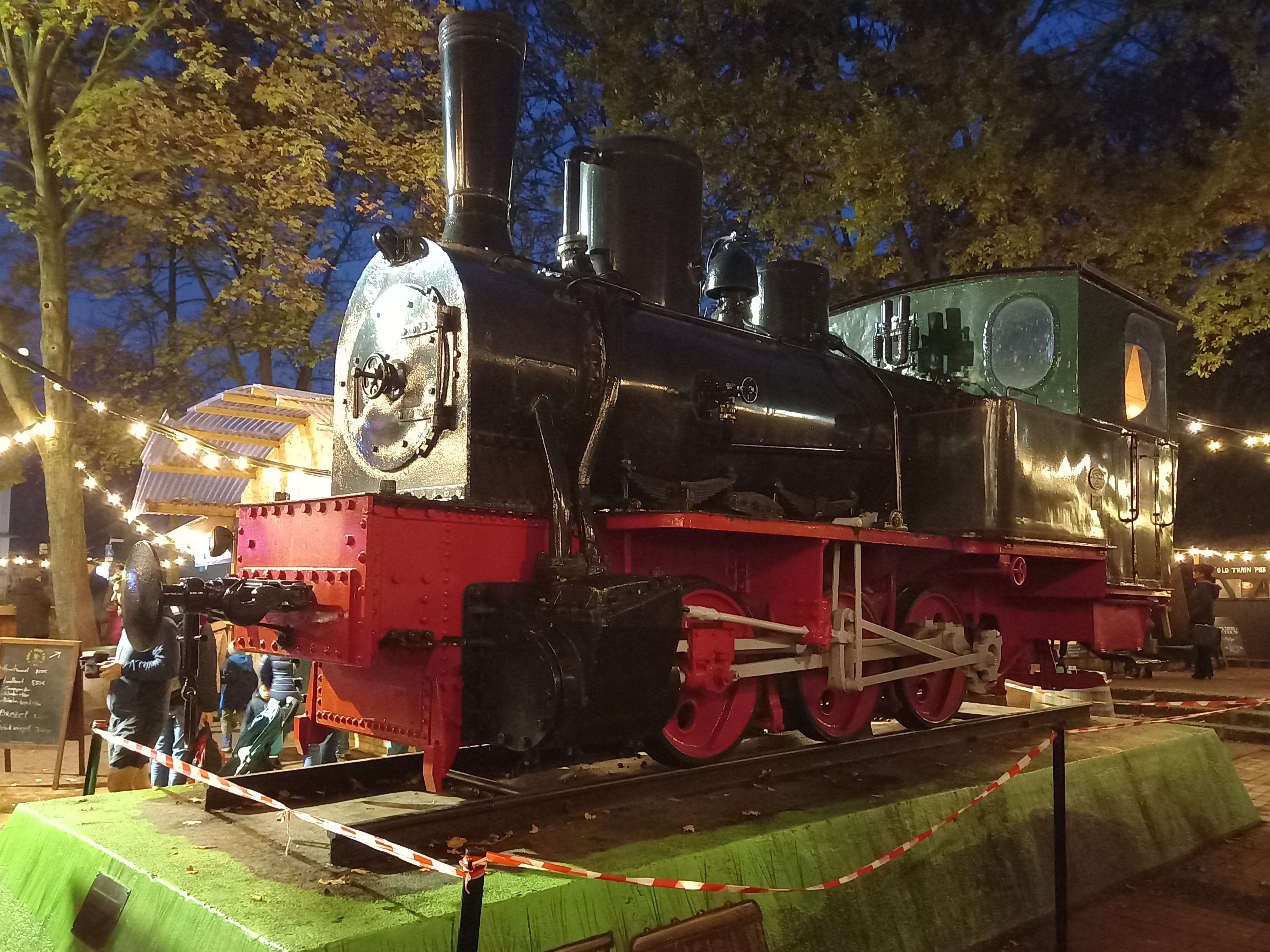
Lokomotive „Johann Reiners“ am Standort des ehemaligen Bahnhofs Hemmstraße (2022)

Die Fahrzeuge wurden nach der Stilllegung der Strecke bis auf wenige Ausnahmen verschrottet. Die Lokomotive Nr. 1, die den Eröffnungszug gezogen hatte, wurde 1966, nach einer Zwischenstation als Druckkessel bei der Firma Gustav F. Gerdts, dem Bürgerverein Findorff geschenkt, der sie in einem Park an der Ecke Hemmstraße/Fürther Straße im Bereich des ehemaligen Bahnhofs Hemmstraße als Denkmal aufstellte. Sie bildet dort von November bis ins neue Jahr den Mittelpunkt des „Findorffer Winterdorfs“.

## Die Zeit nach Stilllegung und Abbau

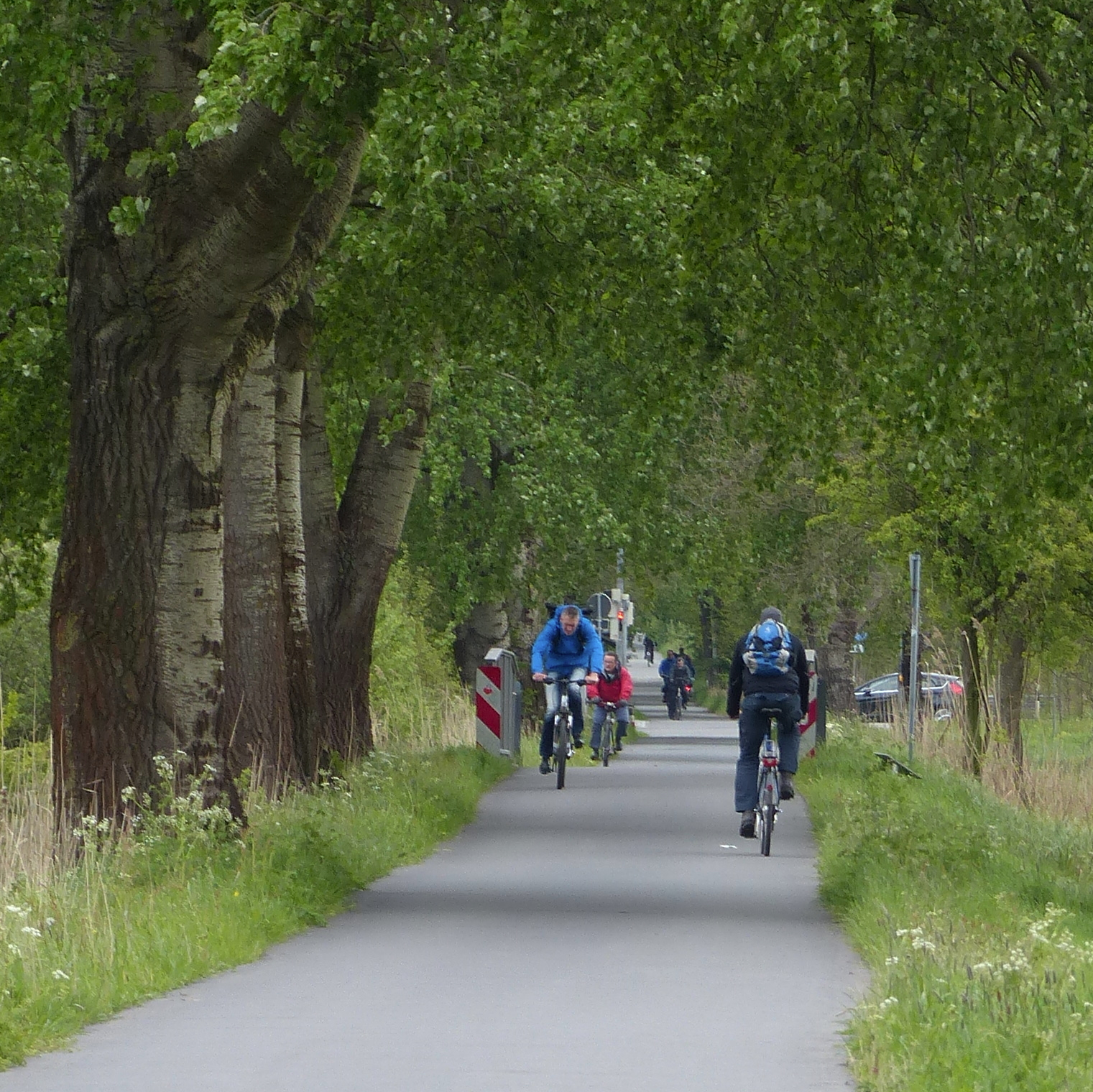
Jan-Reiners-Weg im Berufsverkehr

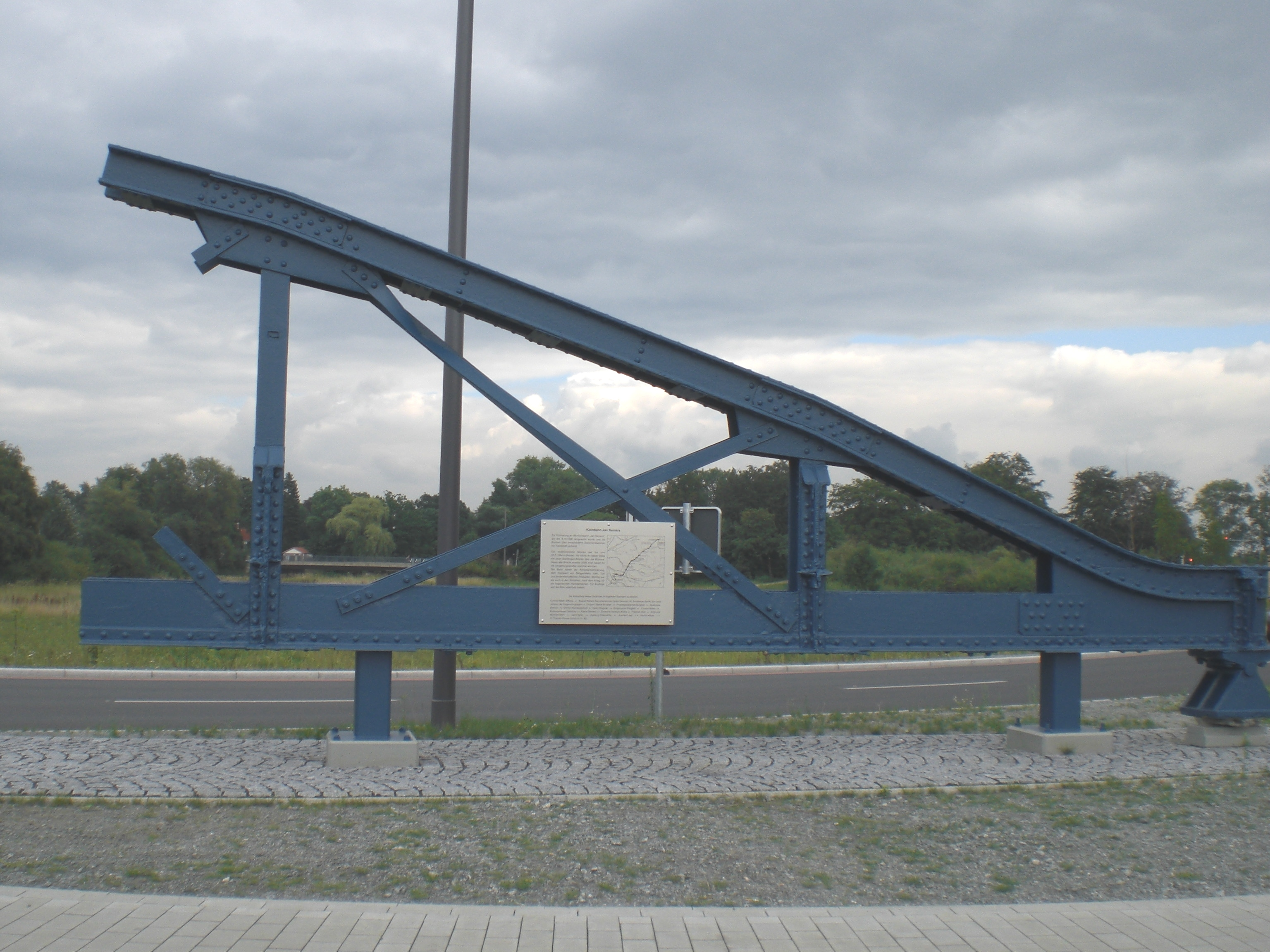
Brückenfragment mit Tafel

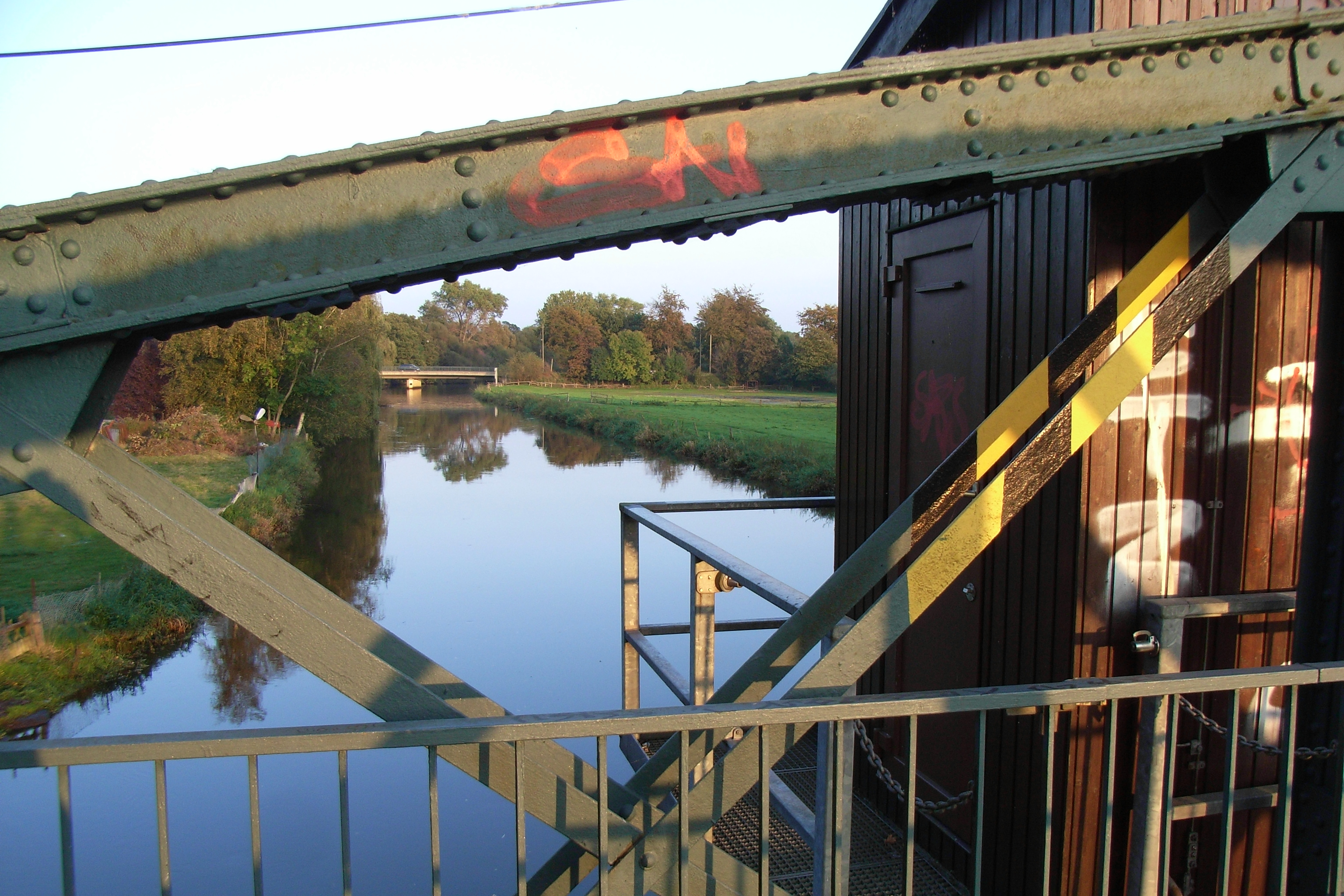
Blick auf die Wümme von der ehemaligen Jan-Reiners-Brücke (2007)

In Bremen-Findorff nahe der ehemaligen Trasse steht die Dampflok 1, die 1899 bei Hanomag gebaut wurde, als Denkmal für Jan Reiners. Auf der Trasse selbst wurde Anfang der 1970er Jahre ein Bahnradweg angelegt.
Weiterhin pendeln zahlreiche Berufstätige aus Niedersachsen ins Bremer Stadtgebiet. Viele von ihnen wohnen im Einzugsgebiet der ehemaligen Bahn. Sie benutzen teilweise die Linie 4 der Bremer Straßenbahn, die im Jahre 2002 zunächst bis nach Borgfeld verlängert wurde. Die Planer hatten damals bereits die Erschließung von Lilienthal im Sinn. Es folgten Jahre des politischen Streits um die Verlängerung nach Lilienthal, was die Bevölkerung entlang der neuen Trasse in Befürworter und Gegner spaltete. Der Umstand, dass die Umgehungsstraße für Lilienthal ein Stück weit über Bremer Stadtgebiet errichtet werden musste, trug dazu bei, dass der Bau der Straßenbahn letztlich durchgesetzt werden konnte. Am 1. August 2014 wurde die Verlängerung der Straßenbahnlinie 4 von Bremen-Borgfeld über Lilienthal bis Falkenberg in Betrieb genommen, auf der Hauptstraße und Falkenberger Landstraße. Dadurch ist die Lilienthaler Geschäftswelt besser mit dem öffentlichen Verkehr erreichbar. Die Bevölkerung nahm an der Eröffnung großen Anteil.
Insbesondere in den Sommermonaten nutzen viele Menschen den Jan-Reiners-Radwanderweg, nicht zuletzt auch im Alltagsverkehr.
In Borgfeld stand bis zum September 2008 noch die „Jan-Reiners-Brücke“, auf welcher die Kleinbahn früher die Wümme überquerte. Ein Teil der Brücke wich der im Jahre 2010 fertiggestellten Ortsumgehung Lilienthal. Von dem abgerissenen Brückenteil wurde ein Bruchstück als Denkmal aufgestellt und mit einer Gedenktafel versehen.
Im Jahr 2021 kam es in Lilienthal zu einer Umgestaltung des Streckenverlaufs des Radweges. Der Verlauf auf der alten Bahnstrecke wurde zugunsten des Neubaus eines Edeka-Marktes verlassen.

## Jan Reinersin der Kunst

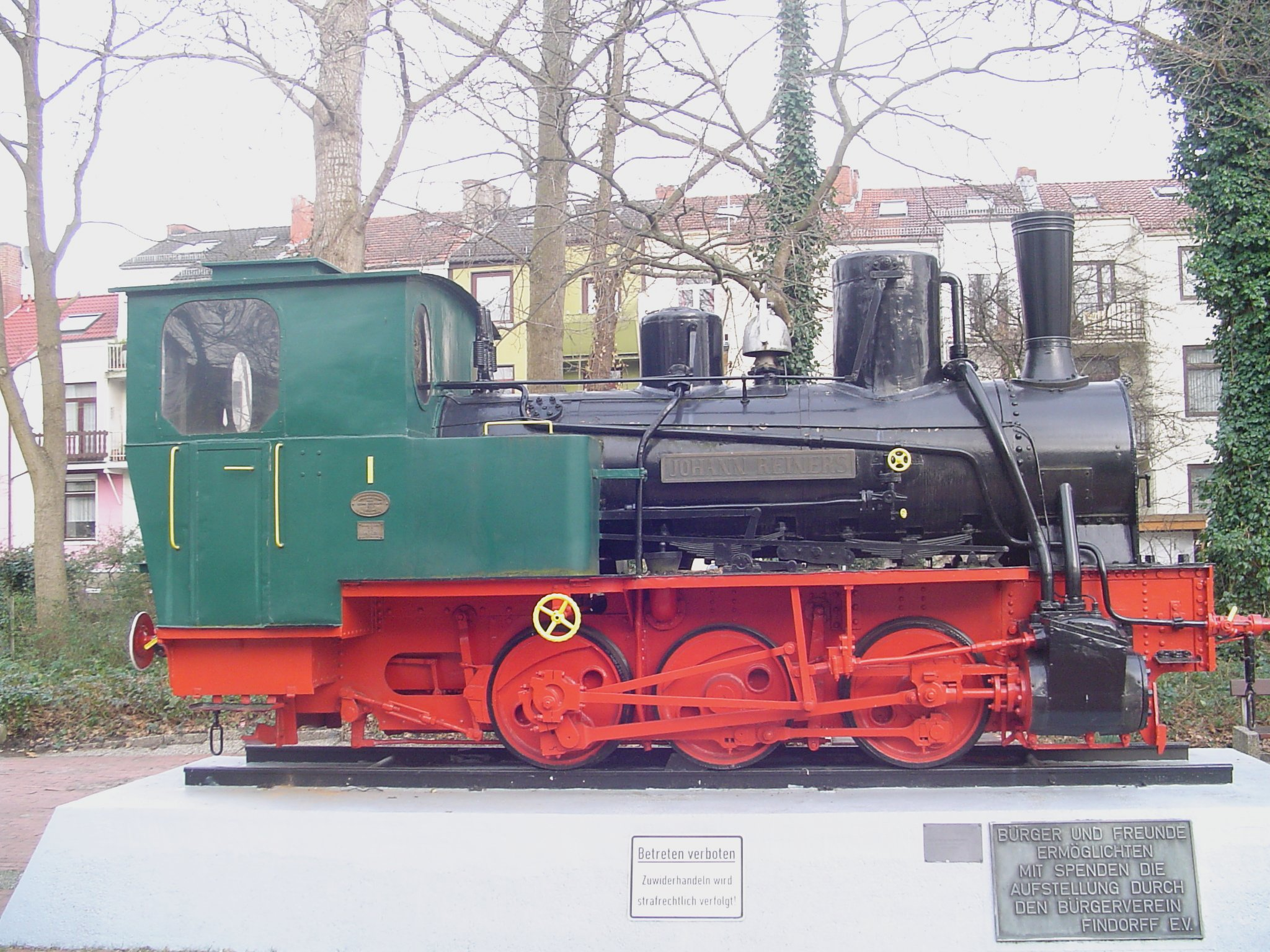
Denkmallok der ehemaligen Kleinbahn, Bremen-Findorff (2006)

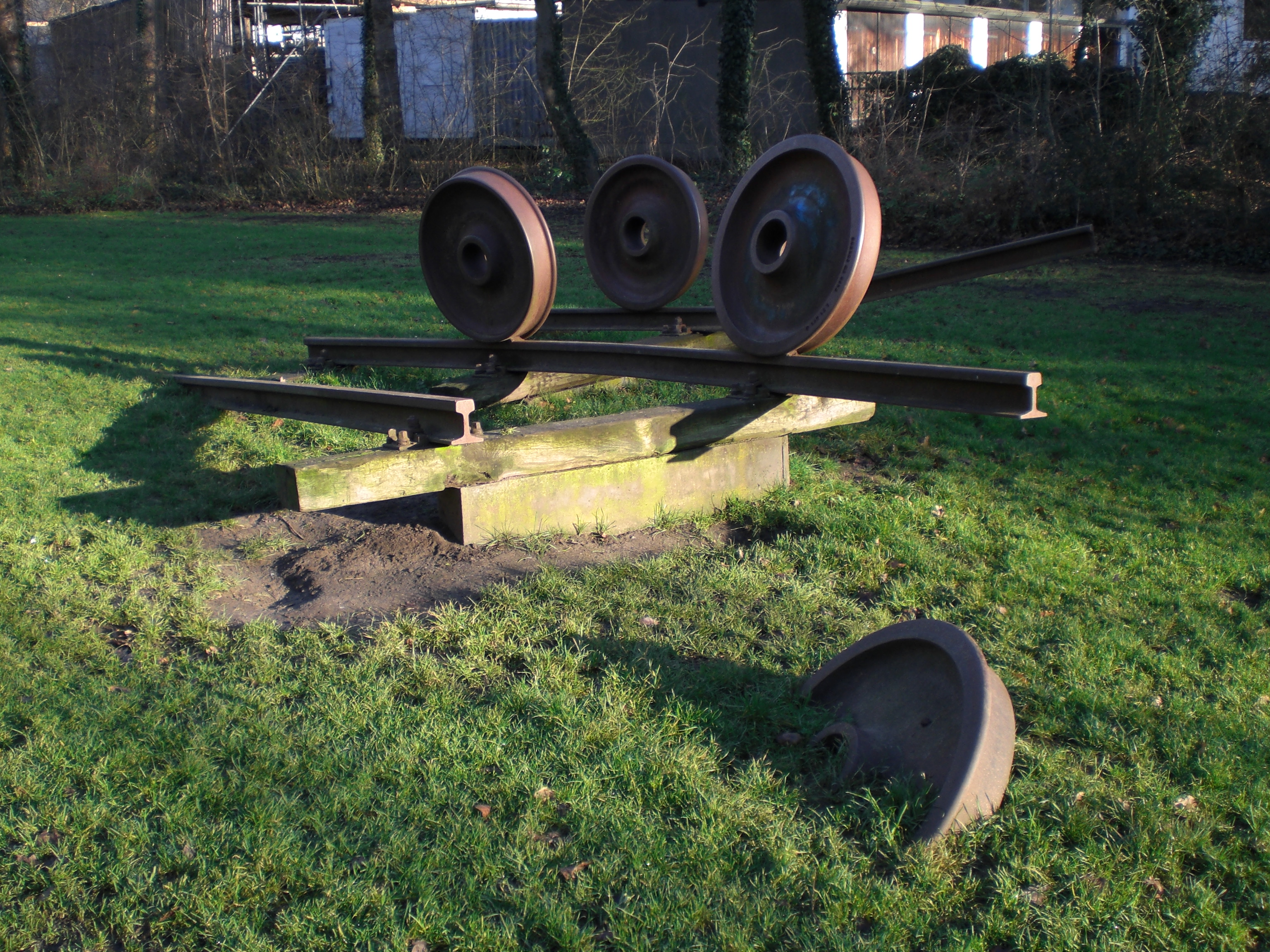
Jan-Reiners-Denkmal

In Bremen-Findorff auf der ehemaligen Trasse nordwestlich der Denkmal-Lok befinden sich zwei Objekte, bei denen das Vergangene der Kleinbahn künstlerisch verarbeitet wurde. Ein Stapel Schienen, die wie Mikado-Stäbe übereinander liegen, zeigt, dass die Kleinbahn auf den „Schrotthaufen der Geschichte“ geworfen wurde. Bei einem zweiten Objekt sind zwar noch die Schienen zu erkennen, jedoch haben sich die Räder bereits von den Achsen gelöst und sich in der Landschaft verteilt. Einige stecken schon bis zur Hälfte im Erdreich.